# Podčetrtek
Podčetrtek är en kommun belägen i östra Slovenien.